# Lepismium cruciforme
A Lepismium cruciforme faj egy epifita kaktusz, mely rokonságban áll a vesszőkaktuszokkal (Rhipsalis) de eltérően azoktól mezoton elágazásrendszert mutat.

## Elterjedése és élőhelye
Brazília: Pernambuco, Bahia, Minas Gerais, Espirito Santo, Rio de Janeiro, Sao Paulo, Mato Grosso do Sul, Parana, Santa Catarina, Rio Grande do Sul államok; Paraguay; Argentína: Corrientes, Misiones, Chaco. Epifita és epilitikus a parti szikláktól a lombhullató erdőkig a tengerszinttől 1200 m tengerszint feletti magasságig. A növény leggyakrabban sziklákról lecsüngve található, szabadon növekedő gyökerekkel.

## Jellemzői
Elágazása gyér. Ágai levélszerűek, laposak, néha 3-5 bordásak, egyenesek, lándzsa alakúak, 20 mm szélesek, alapjuknál keskenyek, néha pirosas árnyalatúak, areolái a bordák élein sorakoznak, a száron nincs bevágás az areoláknál. Virágai fehérek, 2-5-ös csoportokban állnak az areolákon, 12–13 mm hosszúak. Termése folyós, vörös-átlátszó bogyó, átmérője 6–12 mm, magjai világosbarnák vagy feketék, 1,8 mm hosszúak.

## Rokonsági viszonyai és változatai
A Lepismium subgenus tagja.
Nagy elterjedési területén számos helyi variánsa ismert, melyek besorolása bizonytalan:
- ’anaceps’: hajtásszegmensei vékonyak, végei elkeskenyednek, areolái nem gyapjasak, virágai fehérek.
- ’cavernosum’: a hajtás 2-3 élű, az areolák előtt enyhe karéj található a hajtáson, a virágok krémszínűek.
- ’myosurus’: a növény többnyire tőből elágazik, a hajtásszegmensek 3-4 élűek, hullámos szélűek, az areolák hosszú gyapjúszőröket hordoznak, virágai rózsaszínűek.
- ’spiralis’: a hajtás spirálisan csavarodik, 2-3 élű, areolái enyhén gyapjasak.